# Посольство России в Канаде
Посольство Российской Федерации в Канаде находится в столице государства — Оттаве.

## История
Дипломатические отношения между СССР и Канадой были установлены в 1942 году, в самый тяжёлый период Второй мировой войны. 12 июня 1942 года в советском посольстве в Лондоне посол СССР в Великобритании Иван Майский и Верховный комиссар Канады в Великобритании Винсент Мэсси подписали соглашение об установлении прямых дипломатических отношений и об обмене дипломатическими представительствами между Канадой и СССР.
Спустя год в Куйбышеве, куда во время Второй мировой войны было эвакуировано советское правительство, была открыта первая канадская дипломатическая миссия, а в 1944 году статус дипломатических миссий Канады и СССР был повышен до уровня посольств.
В связи с распадом СССР официальные межгосударственные отношения между Россией и Канадой были установлены 25 декабря 1991 года.

## Скандалы
5 сентября 1945 года, через три дня после окончания Второй мировой войны, сотрудник посольства Игорь Гузенко похитил и позже передал канадским властям секретные документы с данными советской агентуры, раскрыв западным спецслужбам существование советской шпионской сети в Канаде, США и Великобритании. В Канаде «Дело Гузенко» часто причисляют к событиям, положившим начало холодной войне.
В январе 2023 года россиянка Елена Пушкарёва рассказала изданию «Сирена» о том, что российское посольство в Канаде отказало ей в приёме из-за подписки на группу «Силы добра Оттавы и Виннипега за прекрасную Россию будущего» в Facebook. По словам сотрудника дипмиссии, в этой группе были размещены материалы, которые «призывают к насильственным действиям в ущерб интересам РФ».